# Optalix
 (décembre 2013).
Si vous disposez d'ouvrages ou d'articles de référence ou si vous connaissez des sites web de qualité traitant du thème abordé ici, merci de compléter l'article en donnant les références utiles à sa vérifiabilité et en les liant à la section « Notes et références ».
Optalix est le nom commercial d'un fabricant français de radio transistors créée par Marcel Niel en 1945, à Aubervilliers, qui arrête son activité en 1984 et d'un logiciel de modélisation des systèmes optiques et d'éclairage.

## Radios à transistors Optalix
Marcel Niel crée le bureau d'études Technique et Décoration (TED) dans les années 1950. L'entreprise fabrique des pièces détachées et des postes récepteurs de radio à monter soi-même, distribués par d'autres. En 1960 l'usine d'Amiens commence son activité avec quatre ateliers de fabrication de circuits et de moulage thermoplastique, travaillant principalement comme sous-traitant. 
En 1962, l'entreprise lance son premier récepteur radio de poche à piles de la marque Optalix, le Saint Germain, avec décor doré et cuir sur le plastique moulé. La même année, les ateliers s'agrandissent. La marque connaît un certain succès jusqu'au décès de Marcel Niel en 1979. L'entreprise est à l'origine de modèles de radios à transistor populaires et de réalisation soignée, comme la Turny, la Saint James, ou encore la Paris-Dakar, produits dans l'usine d'Amiens.
Optalix survit jusqu'à son dépôt de bilan en 1982 et sa liquidation en juin 1984.

## Logiciel OpTaLiX
Le logiciel OpTaliX est destiné à l'aide à la conception de systèmes optiques, de traitement multicouches et de systèmes d'éclairage, avec des applications de la fabrication d'appareils photographiques à la transmission par fibre optique. Il inclut une analyse optique géométrique et photométrique.